# Oded Golan
Pour les articles homonymes, voir Golan.
Oded Golan (hébreu עודד גולן), né en 1951 à Tel Aviv, est un ingénieur, collectionneur d'antiquités israélien. Il possède l'une des plus grandes collections d'archéologie biblique au monde. Nombre des pièces qu'il affirme avoir découvertes, ont produit une grande excitation dans le monde religieux et archéologique ; il a été accusé d'être un faussaire avant d'être innocenté.

## Biographie

### Jeunesse et débuts
Oded Golan est le fils d'un ingénieur et d'un professeur de microbiologie de renommée mondale. 
Depuis son enfance, Golan marque un vif intérêt pour l'archéologie et les antiquités. À l'âge de 10 ans, lors d'une visite sur le site antique de Tel Hatzor, il découvre le plus ancien dictionnaire du monde en akkadien et en sumérien, qui sera ensuite publié par le professeur Yigael Yadin. À l'âge de 12 ans, Golan participe aux fouilles de Massada. Pendant des mois, il fait également l'école buissonnière pour voyager en Cisjordanie où il lie des contacts avec des marchands d'antiquité de Jérusalem-Est, enrichissant ses connaissances en arabe et langues anciennes.
À l'âge adulte, il sert comme officier dans les Forces de défense israéliennes avant d'étudier l'ingénierie industrielle et de gestion au Technion où il obtient son diplôme avec mention.
Il est ensuite impliqué dans plusieurs entreprises de haute technologie, développe et gère des séminaires mondiaux de formation professionnelle, des voyages, des logiciels éducatifs... puis s'investit dans le développement immobilier en Israël. Il est également un photographe accompli et joue du piano classique de niveau concert. 

### Avatars de la collection Golan
Avec le temps, la collection Golan, amassée sur une période de plus de 50 ans, contient des milliers d'objets archéologiques dont la grande majorité ont été achetés auprès de marchands d'antiquités, principalement à Jérusalem-Est. Ce large éventail d'artefactsi représentent ensemble la culture d'Israël et de la Transjordanie du cinquième millénaire avant notre ère au cinquième siècle après J-C.  
Les personnes travaillant avec lui affirment avoir découvert des objets qui étaient d'un intérêt fondamental pour la connaissance des époques antiques. Parmi ces objets figuraient :

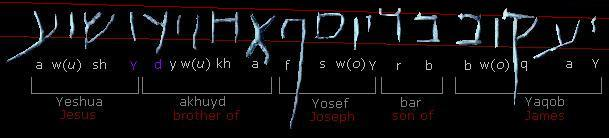
L'inscription sur l'ossuaire de Silwan, en négatif pour améliorer la clarté.

- L'inscription sur l'ossuaire de Silwan, en négatif pour améliorer la clarté. la tablette avec l'inscription de Joas Roi de Juda, où figure les détails de la réparation du Temple de Salomon sous le règne de Joas, réparation mentionnée dans la Bible. Cette tablette avait constitué la première preuve (en dehors des textes de la Bible) de l'existence de Salomon.
- l'Ossuaire de Silwan avec une inscription en araméen sur Jacques, frère de Jésus[7].

Ces découvertes affichées au début des années 2000 produisent une grande effervescence dans les milieux archéologiques et religieux. Pour certains, les artefacts sont authentiques,,,. D'autres universitaires contestent l'authenticité des découvertes de Golan ; il s'agirait même de contrefaçons. À la suite de l'enquête menée par les autorités israéliennes, la police israélienne annonce en décembre 2004 que Golan est accusé de crimes pour fraude et contrefaçon, aussi d'autres chefs d'accusation s'abattent sur lui et ses co-accusés comme possession de biens suspectés de vol et de commerce d'antiquités sans permis. La tablette de Joas serait un faux fabriqué par Marco Samah Shoukri Ghatas, artiste tailleur de pierre du Caire, et une partie de l'inscription aurait été rajoutée sur l'ossuaire de Jacques.
Plusieurs autres personnes sont accusées et jugées avec Oded Golan en 2005 par le juge Aharon Farkash du tribunal de district de Jérusalem. Un prévenu  plaide coupable. Les charges retenues contre deux autres sont finalement abandonnées. Au procès, Golan présente des preuves indiquant qu'il a acheté l'ossuaire de Jacques en 1976 et la table de Jehoash en 1999, bien que ces pièces ne soient apparues publiquement qu'en 2002 et 2003,,.
Un film documentaire intitulé « Les marchands d'histoire » est réalisé sur le sujet. Ce documentaire montre les investigations qui ont été menées pour se convaincre de la fausseté des objets. On montre comment la tablette de Joas aurait été minutieusement créée.
Le documentaire affirme que Golan et son équipe composée d'un expert en langue sémitique ancienne et d'un artisan auraient élaboré un nombre important de pièces d'antiquité afin de les mettre sur le marché. Oded Golan déclara que ce film n'était que rumeur, qu'il n'apportait aucune preuve réelle et qu'il faisait partie du « cirque des médias ».
Oded Golan apparaît également dans le documentaire The Lost Tomb of Jesus de James Cameron car il est le propriétaire de l'Ossuaire de Silwan sur lequel on trouve l'inscription « Jacques fils de Joseph, frère de Jésus ».
Dans cette affaire, Oded Golan bénéficie de soutiens tels ceux d'André Lemaire ou de Hershel Shanks. Ce dernier expert s'est notamment opposé à Youval Goren, archéologue israélien et vice-doyen de l’université des lettres de Tel Aviv, « qui a trouvé des traces de colle moderne dans la cavité de l’inscription de l’ossuaire », et d'autres particularités, ce qui prouverait que l’inscription est un faux,, ; d'autres experts en revanche, ne trouvent aucun matériau moderne sur les pièces antiques après l'analyse au microscope électronique à balayage,.
Au terme de plusieurs années de procès (de 2004 à 2012), Golan est acquitté de l’accusation d’avoir créé une fausse inscription au bénéfice du doute. En effet, dans un verdict écrit détaillé de 475 pages rendu le 14 mars, le juge Farkash s’est déclaré incapable de trancher entre les opinions contradictoires de la pléthore d'experts appelés à témoigner à la barre et a expliqué qu’il « s’agit avant tout une question scientifique que les experts eux-mêmes ne parviennent pas à résoudre.  Il a précisé que cela ne signifie pas que l’inscription sur l’ossuaire est vraie et authentique et a été rédigée voici 2000 ans. Cette affaire continuera à faire l’objet d’un examen archéologique et scientifique et l’avenir nous dira ce qu’il en est, ». L'Autorité des antiquités d'Israël (IAA), à l'origine de la plainte, a annoncé qu'elle acceptait la décision du tribunal. 
L'affaire n'a pas résolu le débat et les scientifiques restent toujours aussi partagés sur la question de l'authenticité de l'inscription figurant sur l'ossuaire.
Fin 2013, la Cour suprême ordonne à l'État de restituer à leur propriétaire Golan l'ossuaire de Jacques, l'inscription de Jehoash et des centaines d'autres objets qui avaient été confisqués des années par l'IAA « aux fins d'enquête »,. 